# Doctor's lady
Een doctor's lady is een klein vrouwelijk naakt figuurtje gebruikt door Chinese artsen bij vrouwelijke patiënten. De patiënt kon op het figuurtje de plaats van de pijn of aandoening aanwijzen zonder dat ze haar lichaam hoefde te tonen. Binnen de geneeskunde gold het lange tijd als onbetamelijk als een arts een ontklede vrouw zag. Een doctor's lady is doorgaans zo'n 10 tot 25 cm lang en kan gemaakt zijn van ivoor, speksteen of hars. Het figuurtje wordt soms uitgebeeld liggend op een sofa. Er zijn voorbeelden bekend uit de Ming en Qing periode.